# South Solon
South Solon är en ort (village) i Madison County i Ohio. Vid 2010 års folkräkning hade South Solon 355 invånare.